# 1996–1997-es olasz labdarúgókupa
Az olasz kupa 50. kiírása. A kupát a Vicenza nyerte meg, a klub történetében először és mindmáig utoljára.

## Eredmények

### Első forduló
| 1. csapat        | Eredmény       | 2. csapat   |
| ---------------- | -------------- | ----------- |
| Empoli           | 1–0            | Reggina     |
| SPAL             | 2–1            | Atalanta    |
| Lecce            | 0–21           | Genoa       |
| Brescia          | 0–21           | Lucchese    |
| Como             | 2–2 (Te.: 6-7) | Cremonense  |
| Castel di Sangro | 0–2            | Cesena      |
| Gualdo           | 0–2 (hu.)      | Torino      |
| Pistoiese        | 0–3            | Cosenza     |
| Avellino         | 2–1 (hu.)      | Venezia     |
| Ascoli           | 1–2            | Bari        |
| Ancona           | 1–2            | Pescara     |
| Monza            | 1–0            | Padova      |
| Chievo           | 1–0            | Salernitana |
| Ravenna          | 3–1            | Palermo     |
| Nocerina         | 0–0 (Te.: 4-3) | Piacenza    |
| Fidelis Andria   | 3–0            | Foggia      |

1 Az olasz szövetség döntése alapján.

### Második forduló
A fordulóban csatlakozó csapatok: Bologna, Cagliari, Fiorentina, Internazionale, Juventus, Lazio, Milan, Napoli, Parma, Perugia, Reggiana, Roma, Sampdoria, Udinese, Verona, Vicenza.
| 1. csapat      | Eredmény  | 2. csapat      |
| -------------- | --------- | -------------- |
| Empoli         | 1–1, 0–21 | Milan          |
| SPAL           | 2–4       | Reggiana       |
| Genoa          | 2–2, 2–01 | Sampdoria      |
| Lucchese       | 1–2       | Vicenza        |
| Cremonese      | 2–1       | Udinese        |
| Cesena         | 3–1       | Roma           |
| Bologna        | 2–1       | Torino         |
| Cosenza        | 1–3       | Fiorentina     |
| Avellino       | 0–1       | Lazio          |
| Bari           | 0–0, 0–31 | Verona         |
| Pescara        | 3–1       | Parma          |
| Monza          | 0–1       | Napoli         |
| Chievo         | 2–3       | Cagliari       |
| Ravenna        | 0–1       | Internazionale |
| Nocerina       | 0–0, 2–11 | Perugia        |
| Fidelis Andria | 0–2       | Juventus       |

1 Megismételt mérkőzés.

### Nyolcaddöntő
| 1. csapat      | Eredmény  | 2. csapat  |
| -------------- | --------- | ---------- |
| Reggiana       | 0–2       | Milan      |
| Genoa          | 1–1, 0–11 | Vicenza    |
| Cesena         | 1–2       | Cremonese  |
| Bologna        | 3–1       | Fiorentina |
| Verona         | 1–2       | Lazio      |
| Pescara        | 0–1       | Napoli     |
| Internazionale | 2–2, 2–11 | Cagliari   |
| Nocerina       | 0–0, 1–21 | Juventus   |

1 Megismételt mérkőzés.

### Negyeddöntő
| 1. csapat | Eredmény  | 2. csapat      | 1. mérk. | 2. mérk. |
| --------- | --------- | -------------- | -------- | -------- |
| Milan     | 1–1 (ig.) | Vicenza        | 1–1      | 0–0      |
| Cremonese | 2–5       | Bologna        | 1–3      | 1–2      |
| Juventus  | 1–4       | Internazionale | 0–3      | 1–1      |
| Napoli    | 2–1       | Lazio          | 1–0      | 1–1      |

### Elődöntő
| 1. csapat      | Eredmény       | 2. csapat | 1. mérk. | 2. mérk. |
| -------------- | -------------- | --------- | -------- | -------- |
| Internazionale | 2–2 (Te.: 4-6) | Napoli    | 1–1      | 1–1      |
| Vicenza        | 2–1            | Bologna   | 1–0      | 1–1      |

### Döntő

#### Első mérkőzés
| 1997. május 8. | Napoli      | 1 - 0 | Vicenza | Stadio San Paolo, Nápoly Nézőszám: – Játékvezető: Piero Ceccarini |
| 1997. május 8. | Pecchia 21' | (1–0) |         | Stadio San Paolo, Nápoly Nézőszám: – Játékvezető: Piero Ceccarini |

#### Második mérkőzés
| 1997. május 29. | Vicenza                            | 3 - 0 (h.u.) | Napoli | Stadio Romeo Menti, Vicenza Nézőszám: – Játékvezető: Stefano Braschi |
| 1997. május 29. | Maini 21' Rossi 118' Iannuzzi 120' | (1–0)        |        | Stadio Romeo Menti, Vicenza Nézőszám: – Játékvezető: Stefano Braschi |

Összesítésben a Vicenza nyert (3–1).
| Az 1996–1997-es olasz labdarúgókupa győztese: |
| --------------------------------------------- |
| Vicenza 1. cím                                |